# トルバラン
トルバラン（ブルガリア語:Торбалан、Torbalan）はブルガリアの民話に登場する怪物で、親が子どもを脅すときに使われる。英語圏のブギーマンに相当。さらった子どもを入れておくトルバ（торба、torba）とよばれる袋を背負っている。
トルバランはクリスマスの象徴であるデャド・コレダ（Дядо Коледа、Dyado Koleda、サンタクロース）と正反対の立場にあるとみなされる。ブルガリアの子どもたちの間では、トルバランはバーバ・ヤーガと同族のものとして知られているが、これは民話上のアナロジーである。また、トルバランはロシアの民話に登場するコシチェイに由来している可能性が考えられている。
トルバランはスヴェトロザル・フリストフ（Светлозар Христов、Svetlozar Hristov）のキュチェク曲「トルバラン・キュチェク」のテーマともなっている。